# Miquel Roger i Crosa
Miquel Roger i Crosa (Palamós, Baix Empordà, 1881 — Palamós, Baix Empordà, 1953) fou escriptor i compositor de sardanes. Fou diputat de la Mancomunitat de Catalunya. Començà col·laborant amb narracions a La Ilustració Catalana. El 1914 fundà la revista de Palamós Marinada, que després dirigí. També va crear l'orfeó Aucellada. Va participar en diversos Jocs Florals, guanyant-ne premis. Publicà moltes novel·les. També és autor de comèdies, poemes i de diverses sardanes.

## Obres
Novel·la
- La pera de plata (1905)
- La ratxada (1907)
- El gran rei (1907)[3]
- Vida triomfant (1911)
- La dissort (1916)
- Mala llavor (1914)
- Empordaneses (1920)
- Bon vent i barca nova (1924)
- De mort a vida (1925)
- El martiri d'un apotecari (1926)

Comèdia
- La segona volta (1934)

Poesia
- Costa Brava. Palamós (1953)

Sardanes
- Queixa
- Encís
- Festeig

Obres presentades als Jocs Florals de Barcelona
| - La muller (1905), accèssit a premi - Fugint de la civilisació (1910), accèssit a premi - Viatges d'amor (1911), premi de la Copa Artística - La soperba (1916) - Profanació (1916), accèssit a premi - Cercant l'amor (1917) - A l'atzar (1917) - Marines (1917) - Tardor (1917 i 1919) - L'agonia en camí (1919) - Corriol de muntanya (1919) - En el repòs estival (1919) - Poema de la Costa Brava (1919) - El molí abandonat (1919) - L'ànima d'un guerrer (1920) - El país lluminós (1921), 2n accèssit a la Copa Artística - Poble de muntanya (1923) | - A la mar (1924) - Nuviatge (1926) - La closa (1927) - Vora el riu (1929) - La Costa Brava (1930) - Cant de trobador (1932) - L'horitzó (1932) - Cabellera estesa (1933 i 1934) - Ginesta (1933 i 1934) - La fi del comte d'Urgell (1933) - Dol. Remembrances (1934) - Regina. Bellesa oriental (1934) - A l'estimada (1934) - A Jesús (1934) - Cant de guerrer (1934) - De l'illa daurada (1934) - Salt de gegant (1934) |